# Рендалл Асофейфа
Рендалл Асофейфа (ісп. Rándall Azofeifa, нар. 30 грудня 1984, Сан-Хосе) — костариканський футболіст, півзахисник клубу «Ередіано».
Виступав, зокрема, за клуби «Сапрісса» та «Гент», а також національну збірну Коста-Рики.
Володар Кубка чемпіонів КОНКАКАФ. 

## Клубна кар'єра
Народився 30 грудня 1984 року в місті Сан-Хосе. Вихованець футбольної школи клубу «Сапрісса». Дорослу футбольну кар'єру розпочав 2002 року в основній команді того ж клубу, в якій провів чотири сезони, взявши участь у 47 матчах чемпіонату.  За цей час виборов титул володаря Кубка чемпіонів КОНКАКАФ.
Своєю грою за цю команду привернув увагу представників тренерського штабу клубу «Гент», до складу якого приєднався 2006 року. Відіграв за команду з Гента наступні чотири сезони своєї ігрової кар'єри. Більшість часу, проведеного у складі «Гента», був основним гравцем команди.
Згодом з 2011 по 2015 рік грав у складі команд клубів «Генчлербірлігі», «Кайсері Ерджієсспор» та «Уругвай де Коронадо».
До складу клубу «Ередіано» приєднався 2015 року. Відтоді встиг відіграти за коста-риканську команду понад 100 матчів в національному чемпіонаті.

## Виступи за збірну
2005 року дебютував в офіційних матчах у складі національної збірної Коста-Рики.
У складі збірної був учасником чемпіонату світу 2006 року у Німеччині, Золотого кубка КОНКАКАФ 2007 року у США, Кубка Америки 2016 року у США.
У травні 2018 року був включений до заявки збірної Коста-Рики на свій другий чемпіонат світу — тогорічну світову першість в Росії.

## Титули і досягнення
- «Сапрісса»

Чемпіон Коста-Рики (2): 2004, 2006
 володар Кубка чемпіонів КОНКАКАФ (1): 2005
- «Гент»

Володар Кубка Бельгії (1): 2010
- «Ередіано»

Чемпіон Коста-Рики (2): 2015, 2016